# Árabe somalí
El árabe somalí es una variedad de árabe yemení hablado principalmente en Somalia, así como en la isla de Socotra.